# Al-Fadghami
Al-Fadghami (arab. الفدغمي) – miasto w Syrii, w muhafazie Al-Hasaka. W 2004 roku liczyło 5062 mieszkańców.